# Surface utile
La surface utile est définie en France par le code de la construction et de l'habitation, dans l'article R. 353-16. Elle est égale « à la surface habitable du logement, telle qu'elle est définie à l'article R. 111-2, augmentée de la moitié de la surface des annexes définies par un arrêté du ministre chargé du logement ».

## Présentation
La surface des annexes est définie par l'arrêté du 9 mai 1995 pris en application de l'article R. 353-16 et de l'article R. 331-10 du Code de la Construction et de l'Habitation et publié au JORF n° 110 du 11 mai 1995 page 7923.
En architecture, la notion de surface utile d'un bâtiment fait référence à la surface intérieure nécessaire au fonctionnement d'une activité donnée. Elle ne comprend ni les circulations verticales et horizontales, ni les paliers d'étage, ni l'encombrement des ouvrages construits (murs, voiles, cloisons, poteaux, etc.). En revanche, les halls d'entrée ainsi que les espaces d'attente et d'orientation des personnes au sein du bâtiment sont inclus.
La surface utile nécessaire au fonctionnement d'un bâtiment est généralement définie à l'issue des études de programmation architecturale avec le concours d'un programmiste.
Elle est notamment utilisée pour le calcul des subventions de l'état ou pour déterminer le montant des prêts accordés en construction neuve ou en acquisition amélioration des logements locatifs aidés (art. R. 331-10) et intervient aussi dans le calcul du loyer maximum applicable aux logements conventionnés (art. R. 353-16).